# Gare de Kamianets-Podilskyï
La gare de Kamianets-Podilskyï (ukrainien : Кам'янець-Подільський (станція)) est une gare ferroviaire située dans la ville de Kamianets-Podilskyï en Ukraine, c'est l'une des dix plus importante du pays.

## Situation ferroviaire
Elle fut ouverte sur la ligne Gretcheny-Larga.

## Histoire
La gare est ouverte en 1914.

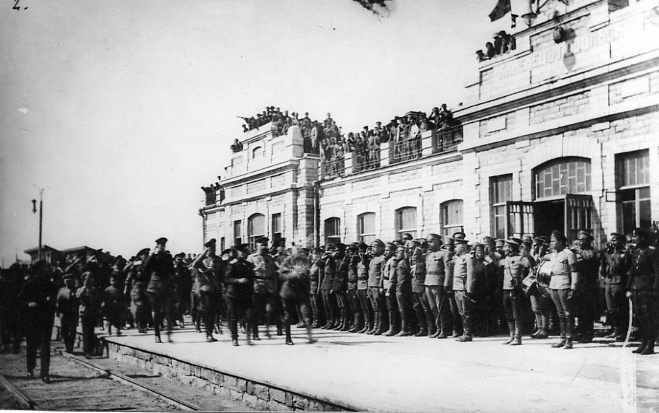
La gare en 1917 avec Alexandre Kerenski.
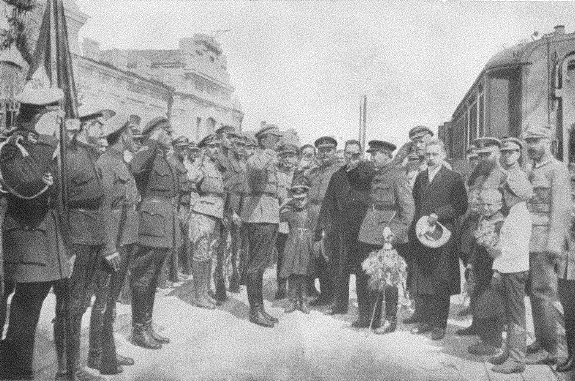
En 1920 Symon Petlioura.

## Service des voyageurs

### Desserte
Il y a des liaisons longue distance :
- Avec Kiev, train n° 140/139 tous les deux jours de nuit.
- Le Podilski express n° 770/769 : quotidien pour Kiev